# US Chaouia
Union Sportive des Chaouia w skrócie US Chaouia (ar. إتحاد الشاوية) – algierski klub piłkarski grający w algierskiej drugiej lidze, mający siedzibę w mieście Umm al-Bawaki.

## Sukcesy
- I liga[1]

mistrzostwo (1): 1994
- Superpuchar Algierii[2]

zwycięstwo (1): 1994

## Występy w afrykańskich pucharach
| Sezon | Rozgrywki       | Runda       | Kraj         | Klub                     | Dom | Wyjazd | Dwumecz                                |
| ----- | --------------- | ----------- | ------------ | ------------------------ | --- | ------ | -------------------------------------- |
| 1994  | Puchar Mistrzów | 1           | Burkina Faso | Racing Bobo-Dioulasso    | 3–1 | 1–2    | 4–3                                    |
| 1994  | Puchar Mistrzów | 2           | Niger        | Olympic FC de Niamey     | 6–0 | –      | walkower dla US Chaouia w drugim meczu |
| 1994  | Puchar Mistrzów | ćwierćfinał | Nigeria      | Bendel Insurance FC      | 1–0 | 0–1    | 1–1 (k. 2–4)                           |
| 1995  | Puchar Mistrzów | 1           | Benin        | AS Dragons FC de l’Ouémé | –   | –      | walkower dla US Chaouia                |
| 1995  | Puchar Mistrzów | 2           | Zimbabwe     | Dynamos FC               | 2–3 | 1–1    | 1–1 (k. 4–3)                           |

## Stadion
Domowe mecze klub rozgrywa na stadionie o nazwie Stadion Hassouny Zerdaniego w Umm al-Bawaki, który może pomieścić 5 000 widzów.

## Reprezentanci kraju grający w klubie od 1962 roku
Stan na styczeń 2023.
| - Mohcene Bensahnoun - Tarik Bettadj - Hocine Bouaïcha - Lyamine Bougherara - Mohamed Boulaouidet - Ilyes Chetti - Ali Dahleb - Farès Djabelkheïr - Salim Fenazzi | - Mourad Fodili - Farid Ghazi - Mohamed Haniched - Mouloud Kaoua - Mourad Karouf - Mounir Laouar - Djamil Soltani - Abdelouahab Tizeraouine - Ibrahim Tankary |